# Tristan Prettyman
Tristan Prettyman (ur. 23 maja 1982 w Del Mar w stanie Kalifornia) - piosenkarka amerykańska i była modelka firmy Roxy.

## Życiorys
Prettyman urodziła i wychowała się w Del Mar, w pobliżu San Diego. Wykorzystując fakt, że jej miasto rodzinne położone jest nad Oceanem Spokojnym Prettyman wybrała w szkole podstawowej jako przedmiot dowolny Surfing. W szkole średniej brała udział w mistrzostwach National Scholastic Surfing Association w Kalifornii i zajęła piąte miejsce w swojej kategorii wiekowej.
W wieku lat 15 jej brat przyrodni podarował jej płytę Ani DiFranco Puddle Dive. Album ten ma wysoką wartość sentymentalną dla Prettyman, gdyż, jak sama twierdzi, zawsze przypomina jej czasy, gdy zrodziło się w niej zainteresowanie muzyką.
Zainspirowana muzyką Ani DiFranco i ze względu na wrodzoną ciekawość, Prettyman podbierała ojcu jego starą gitarę akustyczną i zaczęła ćwiczyć pierwsze chwyty.
Prettyman występowała początkowo w gronie swoich przyjaciół, którzy namawiali ją do pisania własnych tekstów. Pewnego wieczoru pracownik firmy "The Moonshine Conspiracy" wraz z producentem filmów surfowych Taylorem Steelem usłyszeli jej występ i zaproponowali jej nagranie utworu do filmu Shelter. Piosenka Prettyman Anything At All została wydana na płycie z oryginalną ścieżką dźwiękową do filmu.
Prettyman gra na gitarach firmy Taylor Guitars.

## Kariera
Prettyman występowała w klubach i barach w San Diego, gdzie poznała Jasona Mraza, który zaproponował jej współuczestnictwo w jego tournée.
W 2004 roku zaczęła w Nowym Jorku współpracować z producentem Joshem Deutschem, którego klientami byli wcześniej Jason Mraz i Lenny Kravitz.
Jej pierwszy album t w e n t y t h r e e został wydany 23 maja 2005 roku, na jej 23 urodziny. Tytuł nawiązuje nie bezpośrednio do jej wieku, czy daty urodzin, ale przede wszystkim do konceptu 23 Enigma, według którego najwięcej ważnych wydarzeń w życiu codziennym związanych jest z liczbą 23, lub mutacją tej liczby.
W 2008 roku Prettyman wydany został jej drugi album Hello...x.

## Dyskografia
- 4-Track Demo CD (2002)
- The Love EP (2003)
- T W E N T Y T H R E E (2005)
- Hello...x (2008)
- Live Session - iTunes EP (2008)